# Francis Obikwelu
Francis Obiorah Obikwelu, född 22 november 1978 i Onitsha i Nigeria, är en portugisisk friidrottare (sprinter). Obikwelu vann silver på 100 m vid OS 2004 efter amerikanen Justin Gatlin (senare avstängd för dopning). I finalloppet noterade Obikwelu europarekord med tiden 9,86 s. (Gatlins tid var 9,85 s.).
År 2001 började Obikwelu tävla för Portugal, han har dock bott i landet sedan början av 1994 då han bosatte sig i Lissabon. Före 2001 representerade Obikwelu födelselandet Nigeria, under denna tid vann han silver vid VM 1997 i stafett (4x100 m) och brons vid VM 1999 på 200 m. Vid mästerskapen 1999 var Obikwelus bronstid 20,11 s. I semifinalen hade Obikwelu noterat nigerianskt rekord med tiden 19,84 s.
Efter att engelsmannen Dwain Chambers erkänt att han varit dopad gick guldet på 100 meter i Europamästerskapen i friidrott 2002 i efterhand till Obikwelu, en titel han försvarade då han vann Europamästerskapen i friidrott 2006 i Göteborg på det nya mästerskapsrekordet 9,99. Obikwelu vann även 200 m i samma mästerskap på tiden 20,01 s., liktydigt med portugisiskt rekord. Obikweulu blev genom detta, tillsammans med belgiskan Kim Gevaert, den förste sedan 1978 att vinna både 100 m och 200 m vid samma europamästerskap.

## Rekord
- Europarekord, 100 m: 9,86 (22 augusti 2004, Aten, Grekland (tillika portugisiskt rekord)
- Nigerianskt rekord, 200 m: 19,84 (augusti 1999, Sevilla, Spanien)
- Portugisiskt rekord, 200 m: 20,01 (10 augusti 2006, Göteborg, Sverige)
- Nigerianskt rekord, 4x100 m: 37,94 (Ezinwa, Adeniken, Obikwelu och Ezinwa, 9 augusti 1997, Aten, Grekland, VM-semifinal)
- Mästerskapsrekord i EM, 100 m: 9,99 (8 augusti 2006, Göteborg, Sverige)
- Mästerskapsrekord i EM, 200 m: 20,01 (10 augusti 2006, Göteborg, Sverige)

## Medaljer
Olympiska spel
- Silver: 100 meter 2004 (9,86 ER)

Världsmästerskap
- Silver: Stafett 4x100 meter (med Nigeria) (38,07)
- Brons: 200 meter 1999 (för Nigeria) (20,11)

Europamästerskap
- Guld: 100 meter 2002 (10,06)
- Guld: 100 meter 2006 (9,99 MR)
- Guld: 200 meter 2006 (20,01 MR/NR)
- "Guld': 60 meter 2011
- Silver: 200 meter 2002 (20,21)